# محركات الحقن المباشر للبنزين

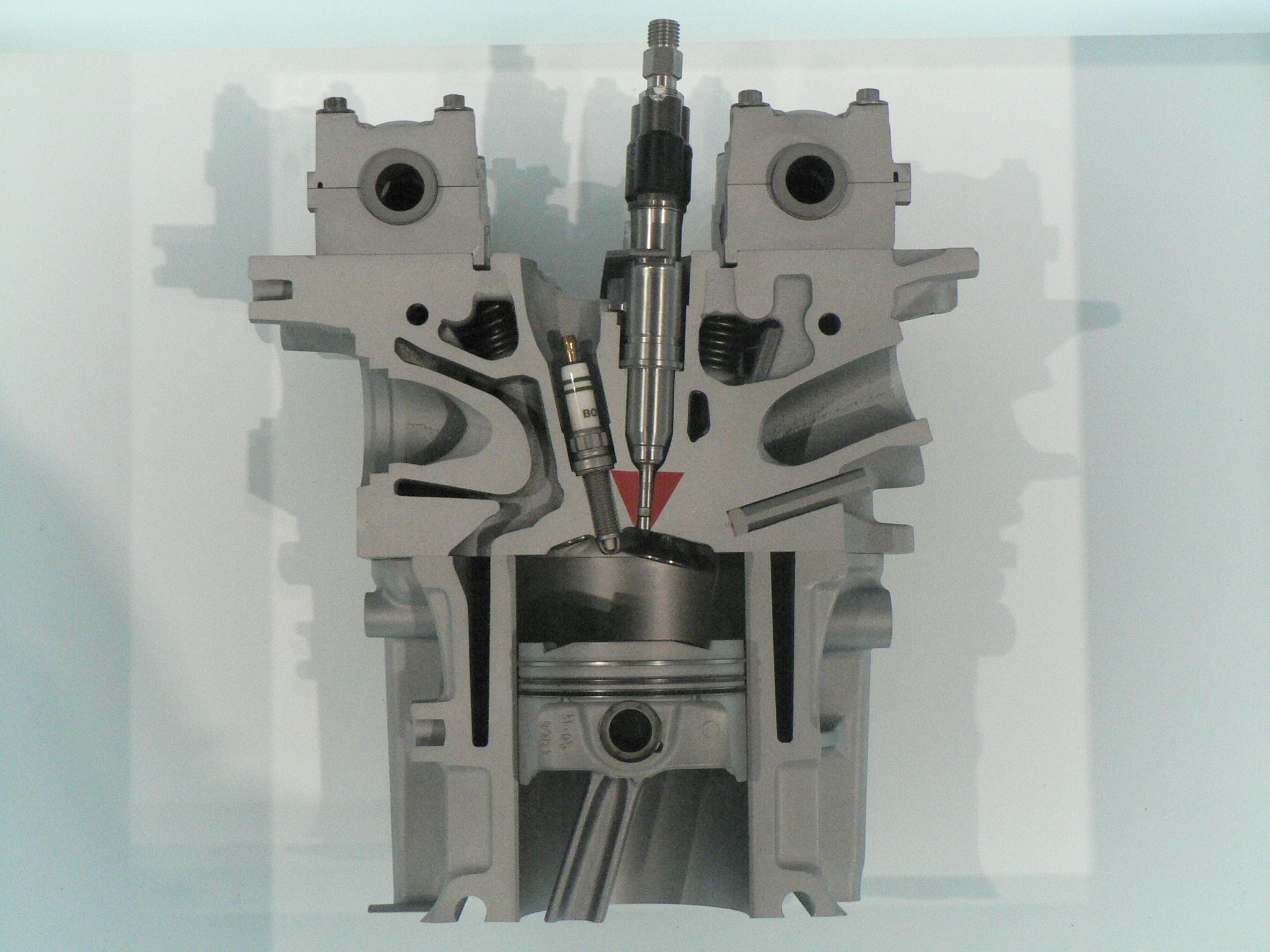
مقطع في محرك أوتو يعمل بالحقن المباشر للبنزين (BMW N53).

محركات الحقن المباشر للبنزين (بالإنجليزية: Gasoline direct injection)‏ أو اختصاراً GDI في المحركات ذات الاحتراق الداخلي، والحقن المباشر للبنزين (GDI)، المعروف أيضا باسم نظام حقن الوقود المباشر أو الحقن المباشر للبنزين، هو نظام بديل من حقن الوقود المستخدم في محركات البنزين الحديثة. حيث تحقن عن طريق خط وقود مشترك مباشرة في غرفة الاحتراق لكل أسطوانة، على عكس المحركات التقليدية التي تقوم على حقن الوقود المتعدد النقاط التي تحدث في الجهاز المدخول، أو منفذ الاسطوانة.

## أنواع المحركات

رسم بياني يوضح ازاحة محرك أوتو العادي الذي يعمل بالبنزين ويتكون هنا من أربعة اسطوانات.

من أشهر محركات الاحتراق:
- محرك ديزل
- محرك أوتو
- محرك ستيرلينغ
- محرك الاحتراق الداخلي
- محرك احتراق خارجي
- المحرك البخاري
- محرك كهربائي

## نظام GDI حقن الوقود المباشر
نظام محركات الحقن المباشر للبنزين حقن الوقود المباشر (Gasoline Direct Injection): عرفت محركات البنزين في القرن العشرين باستخدام نظام الشفط لإدخال الوقود إلى اسطوانة المحرك عن طريق القطعة التي تخلط الهواء مع الوقود وهى ما نسميه المكربن (الكربريتر) ففي هذا المكربن يتم شفط الهواء الآتي من الفلتر وعن طريق هذا الشفط يتم ضخ الوقود من حوض صغير داخل المكربن ليتم خلط البنزين ثم تمريره إلى اسطوانة المحرك لتبدأ عملية الاحتراق
ثم جاءت محاولات من مصنعّين أوروبيين في السبعينات لتنظيم دخول الوقود لأسطوانة المحرك عن طريق بخاخ صمامي يعمل مع الوقود المضغوط من مضخة تدور مع دوران وتوقيت المحرك ويقوم البخاخ برش الوقود على الهواء المسحوب للأسطوانة وسرعان ما عدل المصنعون الفكرة بتعدد البخاخات مع عدد الأسطوانات وهو ما عرف لاحقا بنظام حقن الوقود بعدها دخلت التقنية الإلكترونية في الثمانينات في نظام حقن الوقود فظهرت مضخة وقود كهربية بدلاً من المضخة الميكانيكية وحل البخاخ الكهربي محل البخاخ الصمامي المضغوط والتحكم بالتوقيت يأتي من دائرة إلكترونية وعرف بنظام حقن الوقود الإلكتروني EFI.
إن كل تلك الطرق لحقن الوقود تتعامل مع الهواء المسحوب للأسطوانة عن طريق الشفط فيكون إدخال الوقود بطريقة غير مباشرة.
أما في نظام GDI حقن الوقود المباشر فالتعامل يكون مع الهواء المضغوط داخل الاسطوانة نفسها تماما (كما يحدث في محرك الديزل) حيث يرش البخاخ الوقود على سطح المكبس (البستون) مباشرة وأصبح مكان البخاخ الإلكتروني فوق الاسطوانة ومجاور للصمامات وشمعة الاحتراق ويترك مكانه القديم في (المانيفولد)
في الماضي أبصر حقن الوقود المباشر النور على يد مهندسين ألمان لدى شركتي بوش ودايملر بينز عام 1955 حيث ظهر على مرسيدس 300 SL وقد كانت فكرة جديدة حينها إلا أنها لم تستكمل لأسباب فنية وإدارية حينها فبقيت الفكرة طي الماضي. إلى أن قام مهندسون يابانيون لدى ميتسوبيشي بإعادة صياغة الفكرة مرة أخرى عام 1996 وأضافوا تعديلات جديدة لتناسب التطور في أجزاء المحرك فظهر أول محرك يعمل بنظام حقن الوقود المباشر عام 1998 وكان المحرك 4G93 في ميتسوبيشي غالان ثم توالت الشركات لإنتاج محركات بهذا النظام فقامت فولكسفاجن بتطوير محركات تعمل بنظام حقن مباشر سمته Fuel Stratified Injection (FSI) أي حقن الوقود المطبق ثم تلتها بي إم دابليو وجنرال موتورز ومازدا.
قامت تويوتا بتطبيق التقنية لكن مع تعديل هو ازدواجية نظام الحقن العادي الغير مباشر والحقن المباشر حيث أصبح لكل اسطوانة بخاخان واحد على المانيفولد وواحد مباشر مدمج مع الرأس وظهر على المحرك 2GR-FSE عام 2006.

## الجديد في محركات GDI

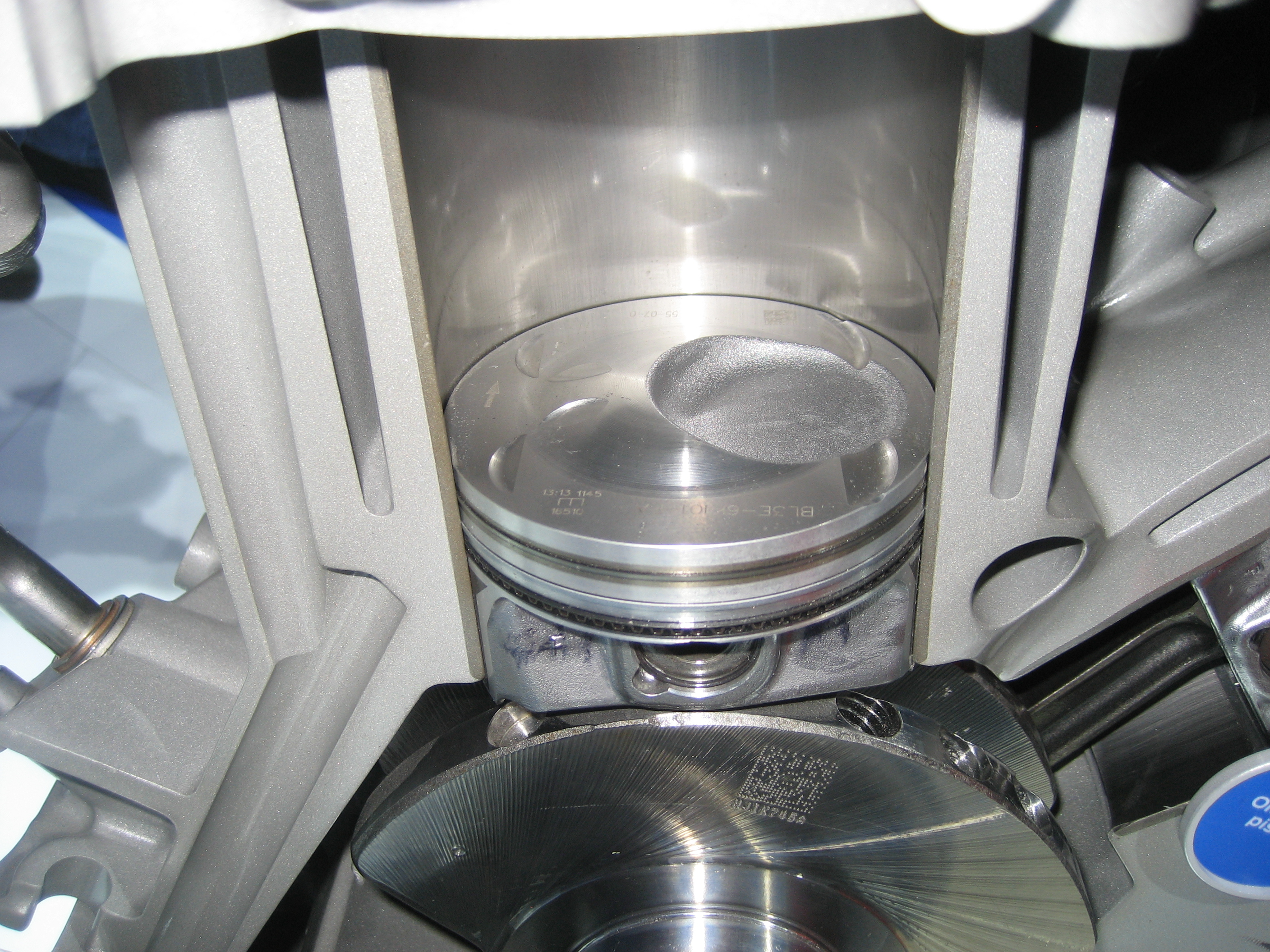
مكبس محرك بسعة 3.5 لتر داخل مصنع تابع لشركة فورد في 2011، وهو جزء من عائلة محركات فورد إيكوبوست.

لجديد هو التغييرات في قطع المحرك نفسها قبل قطع نظام الحقن حيث تم التعديل على الرأس لفتح مكان للبخاخ المباشر مع إضافة مضخة وقود ميكانيكية نعمل مع دوران المحرك وتعديل الصمامات لتلائم الضغط الناشئ عن الاحتراق المنحدر كما يتطلب تعديل المكبس حيث أصبح مجوفاً من جهتين لعمل مجال لانحدار الاحتراق كما يتطلب تعديل مقاسات الإزاحة لتناسب تجاويف الاحتراق على سطح المكبس

## البخاخ المباشر
بالنسبة للبخاخ المباشر فهو بخاخ إلكتروني مثل البخاخ المعروف في EFI ويستمد الوقود من المضخة عبر أنبوب أو قضيب الوقود المضغوط ويستقبل إشارة الفتح من وحدة التحكم الإلكتروني ECU لكنه صمم ليعمل على ضغط وقود أقوى ودرجة حرارة عالية ونسب انضغاط كبيرة وهو يشابه بخاخ الديزل بمحركات D4D.

## مضخة الوقود الميكانيكية
مضخة الوقود الميكانيكية HIGH PRESSURE PUMP : هي مضخة ميكانيكية ذات ضغط عالي تعمل مع دوران المحرك وغالباً تكون مرتبطة مع عمود الكام أو مع سلسلة أو سير التوقيت (التيمينج TIMING) وتستقبل هذه المضخة الوقود مضغوطا من مضخة كهربية عادية داخل أو خارج خزان الوقود ثم يتم ضغط الوقود بدرجة عالية عن طريق المضخة الميكانيكية إلى أنبوب ضغط الوقود ثم إلى البخاخ وترتبط المضخة بوحدة التحكم الإلكتروني ECU (الكمبيوتر) حيث يتم التحكم إلكترونيا بضغط الوقود عن طريق صمام كهربي داخل المضخة.

## حساس ضغط الوقود
حساس ضغط الوقود FUEL PRESSURE SENSOR : وهو حساس إلكتروني عادي مركب مع انبوب ضغط الوقود ووظيفته قياس ضغط الوقود داخل الانبوب ومن ثم إرسال الإشارات إلى وحدة التحكم ECU حيث يتم إرسال إشارات إلى مضخة الوقود الميكانيكية بفتح أو اغلاق صمام ضغط الوقود للحفاظ على ضغط الوقود من الزيادة أو النقصان.

## مميزات نظام الحقن المباشر GDI
- ضمان الاحتراق التام للوقود داخل الأسطوانة مقارنة بالمحركات العادية.
- الأداء العالي للمحرك بإنتاج أعلى قوة وأعلى عزم صافي.
- الكفاءة العالية للمحرك عند دورات منخفضة.

## عيوب نظام الحقن المباشر GDI
كثرة نواتج الاحتراق من أكاسيد النيتروجين الضارة للبيئة وقد أدى إلى منع النظام في دول أوروبية وبعضها سمحت به مع تركيب مرشحات ومعالجات لنواتج العادم بالسيارة.
قد لا تعمل المحركات الصغيرة بشكل جيد مع النظام لصغر مقاسات الإزاحة.

## انظر أيضاً

صورة متحركة تمثل 4 ضربات لمحرك احتراق داخلي: 1- سحب رذاذ الوقود والهواء. 2- ضغط المخلوط. 3- إشعال. 4- إخراج العادم

## وصلات خارجية
- فيديو تصويري لآلية حقن الوقود بمحركات الـ GDI على يوتيوب